# ليو شياو دونغ
ولد ليو شياو دونغ في عام 1963 في لياونينغ، الصين،هو فنان صيني معاصر.

## التعليم
ولد ليو عام 1963 في بلدة جينتشنغ الصناعية الصغيرة، وهي مركز لإنتاج اللب والورق في مقاطعة لياونينغ. في سن 17 انتقل إلى بكين لدراسة الفن في الأكاديمية المركزية للفنون الجميلة . حصل على البكالوريوس في الفنون الجميلة في الرسم الزيتي عام 1988، و على الماجستير في الفنون الجميلة في الرسم الزيتي عام 1995، وكلاهما من CAFA. في 1998-1999 واصل دراسته في الخارج في أكاديمية الفنون الجميلة في جامعة كومبلوتنسي بمدريد في إسبانيا . يشغل الآن منصب أستاذ في قسم الرسم في CAFA.  